# Vuoto nella cromodinamica quantistica
Lo stato di vuoto nella cromodinamica quantistica (QCD vacuum in inglese) è un esempio di stato di vuoto non-perturbativo caratterizzato da numerosi condensati non evanescenti come il condensato di gluoni o il condensato di quark. Questi condensati caratterizzano lo stato normale dello stato di confinamento della materia di quark.

## Simmetrie e rottura della simmetria

### Simmetrie della lagrangiana della QCD
Come ogni teoria relativistica del campo quantistico, la QCD (Quantum Chromodynamics) si collega alla simmetria di Poincaré includendo le simmetrie discrete CPT (Carica, Parità, Tempo). Separatamente da queste simmetrie spazio-temporali, il vuoto nella QCD possiede anche simmetrie interne e poiché la QCD è una teoria di gauge SU(3) ha anche una simmetria locale di gauge.
Poiché il vuoto nella QCD ha numerosi sapori di quark, ha anche un sapore approssimativo ed una simmetria chirale. Si pensa che questa approssimazione coinvolga il limite chirale della QCD. Di queste simmetrie chirali, la simmetria del numero barionico è precisa. Alcune delle simmetrie rotte includono la simmetria assiale U(1) del gruppo di sapore. Il vuoto viene rotto dalla anomalia chirale e la presenza di istantoni dovuta a questa anomalia rompe anche la simmetria CP.
In sostanza, la lagrangiana ha le seguenti simmetrie:
- Simmetria di Poincaré ed invarianza CPT
- Simmetria locale di gauge SU(3)
- Simmetria chirale quasi globale di sapore SU(Nf)XSU(Nf) e la simmetria di numero barionico U(1).

Le seguenti simmetrie classiche sono invece rotte nella Lagrangiana della QCD:
- La scala, ad esempio la simmetria conformale per mezzo dell'anomalia di scala, aumentando il credito della libertà asintotica.
- La parte assiale della simmetria chirale di sapore U(1)(attraverso l'anomalia chirale), aggravando il problema della CP forte (cioè l'imbarazzante problema del perché la QCD non sembra rompere la simmetria CP).

### Rottura spontanea della simmetria
Quando l'hamiltoniana di un sistema (o la lagrangiana) possiede una certa simmetria ma non ce l'ha lo stato di base (cioè lo stato ad energia minore), come ad esempio il vuoto, allora si può parlare di rottura spontanea della simmetria (SSB da spontaneous symmetry breaking).
Un esempio comune di SSB si trova nei materiali magnetici. Dal punto di vista microscopico questo materiale consiste di atomi con uno spin non-evanescente, ciascuno dei quali si comporta come se fosse una minuscola barra magnetica, ad esempio un dipolo magnetico. L'Hamiltoniana di questo materiale, descrivendo l'interazione tra dipoli vicini, è invariante rispetto alle rotazioni. Ad alte temperature non vi è magnetizzazione di un grosso campione di materiale per cui si può dire che la simmetria dell'Hamiltoniana è prodotta dal sistema. Invece a basse temperature vi può essere una magnetizzazione totale. Questa magnetizzazione ha una direzione preferenziale così che si può distinguere un polo magnetico nord del campione da un polo magnetico sud. In questo caso si ha una rottura spontanea della simmetria rotazionale dell'Hamiltoniana.
Quando una simmetria continua si rompe spontaneamente, compaiono bosoni privi di massa corrispondenti alla residua simmetria. Questo è chiamato fenomeno di Goldstone e i bosoni sono chiamati bosoni di Goldstone.

### Simmetrie del vuoto nella QCD
La simmetria chirale del sapore SU(Nf)XSU(Nf) della Lagrangiana della QCD è rotta nello stato di vuoto della teoria. La simmetria dello stato di vuoto corrisponde alla parte diagonale SU(Nf) del gruppo chirale. L'evidenza di questo fatto è la formazione di un condensato chirale non evanescente {\displaystyle \langle {\overline {\psi }}_{i}\psi _{i}\rangle }, dove ψi è l'operatore di campo del quark e l'indice di sapore i viene sommato. I bosoni di Goldstone della simmetria rotta sono mesoni pseudoscalari.
Quando Nf=2, ad esempio solo i quark up e down sono trattati come se fossero privi di massa, i tre pioni sono i bosoni di Goldstone. Quando anche il quark strange viene trattato come se fosse senza massa, ad esempio Nf=3, tutti gli otto mersoni pseudoscalari del modello di quark divengono bosoni di Goldstone. Le masse attuali di questi mesoni sono ottenute nella teoria della perturbazione chirale mediante una dilatazione delle (piccole) masse attuali dei quark.
In altri stati della materia di quark la simmetria chirale completa del sapore può essere recuperata o rotta in modi completamente differenti.

### Conseguenze sperimentali

#### Pseudo-bosoni di Goldstone
È stato sperimentalmente evidenziato che le masse degli ottetti di mesoni pseudoscalari sono molto più leggere del successivo stato pesante al massimo grado, ad esempio l'ottetto dei mesoni vettori (come il ρ). La prova più convincente della SSB della simmetria chirale del sapore della QCD è la comparsa di questi pseudo-bosoni di Goldstone che dovrebbero essere sicuramente privi di massa al limite chirale. Vi sono dimostrazioni convincenti che le masse osservate sono compatibili con la teoria della perturbazione chirale. La veridicità di questo argomento è stata ulteriormente controllata mediante calcoli della QCD su reticolo che permettono di modificare la massa dei quark e dimostra che la variazione delle masse pseudoscalari con la massa del quark risulta come previsto dalla teoria della perturbazione chirale.

#### Algebra corrente e regole della somma nella QCD
la PCAC (corrente assiale parzialmente conservata) e l'algebra corrente ci forniscono un'ulteriore prova di questo modello di SSB. Da questa analisi provengo anche stime dirette del condensato chirale.
Un altro metodo di analisi delle funzioni di correlazione nella QCD è mediante l'operator product expansion (OPE). Esso scrive il valore atteso del vuoto (VEV: Vacuum Expetation Value) di un operatore non locale come la somma sui VEVs degli operatori locali, come ad esempio il condensato della teoria del campo quantistico. Il valore della funzione di correlazione indica poi i valori dei condensati. L'analisi di numerose funzioni di correlazione separate dà risultati consistenti per numerosi condensati, compresi il condensato di gluoni, quello di quark e di molti altri condensati mescolati e di ordine maggiore. In particolare si ottiene —
{\displaystyle \langle (gG)^{2}\rangle \equiv \langle g^{2}G_{\mu \nu }G^{\mu \nu }\rangle \simeq 0.5{\rm {\ GeV}}^{4}}
{\displaystyle \langle {\overline {\psi }}\psi \rangle \simeq -1.3\times 10^{-2}{\rm {\ GeV}}^{3}}
{\displaystyle \langle (gG)^{4}\rangle \simeq 5:10\langle (gG)^{2}\rangle ^{2}}
Qui G si riferisce al tensore di campo del gluone, ψ al campo del quark e g all'accoppiamento nella QCD.
Queste analisi sono state ulteriormente affinate mediante stime con regola di somma migliorate e stime dirette nella QCD su reticolo. Esse forniscono i dati essenziali che devono essere spiegati da modelli del vuoto nella QCD.

## Modelli di vuoto nella QCD
Una soluzione globale della QCD darebbe automaticamente una completa descrizione del vuoto, del confinamento e dello spettro dell'adrone. La QCD su reticolo sta facendo rapidi progressi in questa direzione fornendo la soluzione come un calcolo numerico sistematicamente migliorabile. Comunque, i modelli approssimati del vuoto nella QCD rimangono utili in campi più ristretti. Lo scopo di questi modelli è di trovare un valore quantitativo a qualche gruppo di condensati e proprietà degli adroni quali le masse ed i fattori forma.
Questa sezione è dedicata ai modelli. Al contrario di questi, si tratta di procedure di calcolo sistematicamente migliorabili quali la large N QCD e la QCD su reticolo.

### Il vuoto di Savvidi
Questo non è tanto un modello di vuoto nella QCD quanto ciò che esso non è. Nel 1978 George Savvidi dimostrò che il vuoto nella QCD con forza di campo uguale a zero è instabile e decade in uno stato con un valore non nullo del campo. Dal momento che i condensati sono scalari, si direbbe come prima buona approssimazione che il vuoto contiene alcuni campi non zero seppur omogenei che aumentano questi condensati. Questo potrebbe essere una versione più complicata del meccanismo di Higgs. Ad ogni modo Stanley Mandelstam ha dimostrato che anche un campo di vuoto omogeneo è instabile. Sembrerebbe che i condensati scalari siano una reale descrizione a lunga distanza (long-distance) del vuoto e che a corte distanze, al di sotto della scala QCD, il vuoto possa avere una struttura.

### Il modello superconduttore doppio
In un superconduttore tipo II, le cariche elettriche si condensano in coppie di Cooper. Quale risultato di ciò il flusso magnetico viene spremuto nei tubi. Nel quadro del doppio superconduttore del vuoto QCD, i monopoli magnetici si condensano in doppie coppie di Cooper provocando la spremitura del flusso elettrico nei tubi. Come risultato si ha il confinamento e il quadro a stringa degli adroni. Questo tipo di manifestazione del doppio superconduttore è dovuto a Gerardus 't Hooft e Stanley Mandelstam. Quest'ultimo ha anche dimostrato che la proiezione abeliana di una teoria di gauge non-abeliana contiene monopoli magnetici. Vi è attualmente un continuo interesse nel cercare se ulteriori parti di questo quadro possono essere dimostrate.

### Modelli a stringa
I modelli a stringa del confinamento e degli adroni hanno una lunga storia. Essi sono stati ideati per prima cosa per spiegare certi aspetti della simmetria di crossing della diffusione di due mesoni e risultano utili anche nella descrizione di certe proprietà delle ricorrenze di Regge degli adroni. Questi recenti sviluppi hanno preso origine dalla teoria delle stringhe. Comunque, anche dopo lo sviluppo dei modelli a stringa della QCD continuano a giocare un ruolo importante nelle interazioni forti. Questi modelli sono chiamati stringhe non fondamentali perché potrebbero derivare, come in effetti è, dalla QCD in particolari approssimazioni quali il limite di accoppiamento forte della QCD su reticolo.
Il modello afferma che il flusso elettrico di colore tra un quark ed un antiquark collassa in una stringa piuttosto che diffondersi in un campo di Coulomb così come fa il flusso elettrico normale. Questa stringa obbedisce anche ad una differente legge di forza. Il modello si comporta come se la stringa avesse una tensione costante così che separando gli estremi (quark) potrebbe dare un aumento dell'energia potenziale linearmente con la separazione. Quando l'energia è maggiore di quella di un mesone, la stringa si rompe e le due nuove estremità divengono una coppia quark-antiquark, descrivendo così la creazione di un mesone. Questo confinamento è incorporato in modo naturale nel modello.
Nella forma del modello Lund del programma Monte Carlo questo quadro ha avuto un notevole successo nello spiegare i dati sperimentali ottenuti nelle collisioni elettrone-elettrone e adrone-adrone.

### Modelli a borsa (bag models)
In senso stretto questi modelli non sono modelli del vuoto QCD bensì stati quantici di singole particelle — gli adroni. Il modello consiste nell'inserire alcune versioni del modello di quark in un vuoto perturbativo all'interno di un volume spaziale definito borsa (bag). Al di fuori di questa borsa vi è il vero vuoto QCD i cui effetti sono presi in considerazione mediante condizioni limite sulla funzione d'onda del quark. Lo spettro adronico si ottiene risolvendo l'equazione di Dirac per i quark con condizioni limite della borsa.
Il modello chirale della borsa accoppia il vettore assiale corrente {\displaystyle {\overline {\psi }}\gamma _{5}\gamma _{\mu }\psi } dei quark al limite della borsa con un campo pionico al di fuori della borsa. Nella maggior parte delle formulazioni comuni, il modello chirale della borsa sostituisce fondamentalmente l'interno degli skyrmioni con la borsa dei quark. Del tutto inaspettatamente, la maggior parte delle proprietà fisiche del nucleone diventa prevalentemente non sensibile al raggio della borsa. Tipicamente, il numero barionico della borsa chirale rimane un numero intero, indipendente dal raggio della borsa: il numero barionico esterno viene identificato con la densità del winding number topologico del solitone Skyrme mentre il numero barionico interno è rappresentato dalla valenza dei quark (portata a uno) più l'asimmetria spettrale degli stati propri del quark all'interno della borsa. L'asimmetria spettrale è proprio il valore atteso del vuoto {\displaystyle \langle {\overline {\psi }}\gamma _{0}\psi \rangle } sommao a tutti gli stati propri del quark all'interno della borsa. Altri valori, come la massa totale e la costante di accoppiamento assiale {\displaystyle g_{A}}, non sono invarianti precise come il numero barionico ma sono generalmente non sensibili al raggio della borsa, fin quando tale raggio è tenuto al di sotto del diametro del nucleone. Poiché i quark vengono trattati come quark liberi all'interno della borsa, il fatto di essere raggio-indipendente in un certo senso convalida l'idea della libertà asintotica.